# Hallopodidae
De Hallopodidae zijn een familie van uitgestorven Crocodylomorpha uit het Laat-Jura. Ze zijn teruggevonden als de naaste verwanten van de Crocodyliformes.
De familie werd in 1881 benoemd door Othniel Charles Marsh. De klade werd in 2015 gedefinieerd door Leardi e.a. als de groep bestaande uit Hallopus victor (Marsh, 1890) en alle soorten nauwer verwant aan Hallopus dan aan Protosuchus richardsoni Brown, 1933 of aan Dibothrosuchus elaphros Simons, 1965.
Een opvallend kenmerk van de groep zijn de lange onderarmen. De bekende soorten  waren vrij klein en stonden hoog op de poten.